# Centro Universitario de Oriente
El Centro Universitario de Oriente (CUNORI), se funda en 1977  con sede en la ciudad de Chiquimula y con cobertura en la región conformada por los departamentos de El Progreso, Izabal, Zacapa, y Chiquimula. 

## Características
El Centro Universitario de Oriente es una unidad académica de la Universidad de San Carlos de Guatemala, y tiene la misma categoría que las facultades o escuelas facultativas. Por tanto, no es extensión universitaria ni depende de ninguna facultad, aunque sí mantiene comunicación constante, y existen convenios de cooperación, a fin de mantener los mismos estándares de calidad, y en muchas ocasiones se realizan actividades conjuntas. 
En ese orden de ideas, funcionalmente depende del Consejo Superior Universitario y de la Rectoría, como órganos máximos de dirección de la Universidad de San Carlos de Guatemala.

## Estudiantes
El Centro Universitario de Oriente atiende a una población de más de 3000 estudiantes; anualmente se inscriben aproximadamente 800 nuevos estudiantes, quienes provienen de toda la república. 

### Graduados
Al presente se tienen graduados 1,206 profesionales a nivel técnico y 195 profesionales a nivel licenciatura, siendo aproximadamente 55% hombres y 45% mujeres.

## Carreras
Se ofrecen 9 carreras a nivel técnico, 12 a nivel de licenciatura y dos maestrías.  Quienes laboran en el sector público y privado de toda la república.

## Web oficial
http://cunori.edu.gt/cunori/
- Datos: Q5551241